# 宮津昭彦
宮津 昭彦（みやつ あきひこ、1929年11月10日- 2011年1月10日）は、昭和・平成期の俳人。神奈川県横浜市生まれ。横浜商工実習学校商業部（現・神奈川県立商工高等学校）で担任であった大野林火の指導を受けたのをきっかけに俳句をはじめる。卒業後は大阪住友海上保険（のちの三井住友海上火災保険）に入社、同時期に林火の「濱」同人。濱賞、濱同人賞を受賞、林火死去後の1998年より「濱」副主宰を務める。林火の句風を受け継いだ叙情性のある句風。1997年、句集『遠樹』で第37回俳人協会賞受賞。俳人協会副会長も務めた。2011年1月10日死去、81歳。